# Meer van Ägeri
Het Meer van Ägeri (Duits: Ägerisee) is een 7,25 km² groot gletsjermeer in het kanton Zug in centraal Zwitserland. Het meer ligt op 724 meter hoogte. Plaatsen aan de kust zijn Oberägeri en Unterägeri. De Hürlibach is de hoofdtoevoer, terwijl de rivier de Lorze naar het Meer van Zug stroomt.

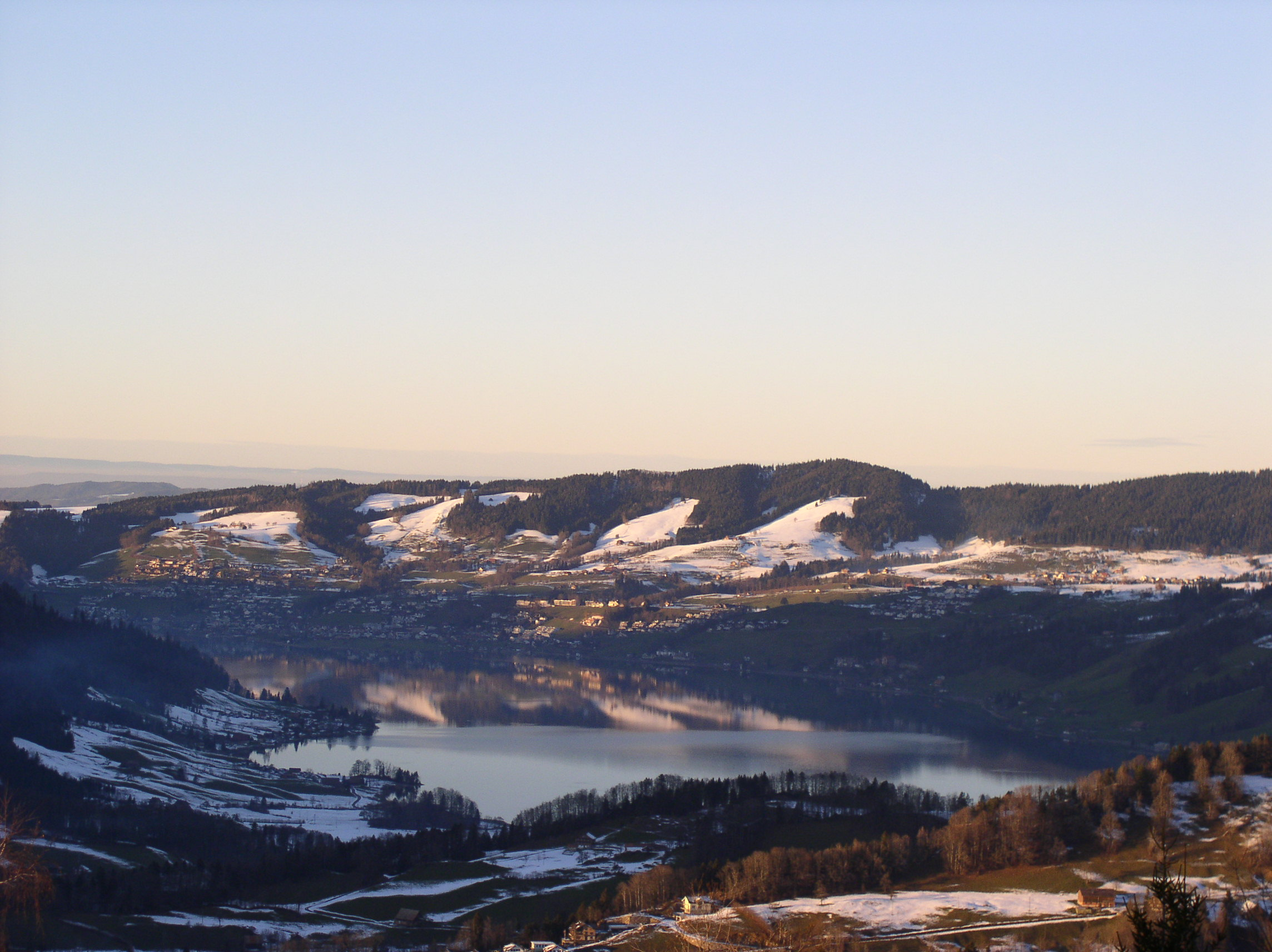
Uitzicht op het meer van Ägeri vanaf de Mostelberg.

## Geschiedenis
Van origine werd het meer gebruikt voor visvangst en houttransport. Van 1431 tot 1817 werd belasting geheven over de vangst van de Rötel (ook wel de Rolheli, een inheems soort trekzalm). In 1857 werd het waterniveau omlaag gebracht door de afgraving van de Lorze. Sinds 1890 is er sprake van gemotoriseerde toeristische rondvaarten. Het meer wordt sinds 1992 als waterreservoir gebruikt.
In 1315 vond de Slag bij Morgarten er plaats waarbij de Zwitserse eedgenoten de Oostenrijkers in een hinderlaag versloegen.